# Dreamland Egypt Classic 1999
Dreamland Egypt Classic 1999 — жіночий тенісний турнір, що проходив на відкритих кортах з ґрунтовим покриттям у Каїрі (Єгипет). Належав до турнірів 3-ї категорії в рамках Туру WTA 1999. Тривав з 19 до 25 квітня 1999 року. Аранча Санчес Вікаріо здобула титул в одиночному розряді.

## Переможниці та фіналістки

### Одиночний розряд
Аранча Санчес Вікаріо —  Іріна Спирля, 6–1, 6–0
- Для Санчес Вікаріо це був 1-й титул за рік і 85-й — за кар'єру.

### Парний розряд
Лоранс Куртуа /  Аранча Санчес Вікаріо —  Іріна Спирля /  Кароліна Віс, 7–5, 1–6, 7–6(7–3)

## Учасниці

### Сіяні учасниці
| Країна    | Гравчиня              | Рейтинг | Сіяна |
| --------- | --------------------- | ------- | ----- |
| Іспанія   | Аранча Санчес Вікаріо | 7       | 1     |
| Франція   | Марі П'єрс            | 8       | 2     |
| Швейцарія | Патті Шнідер          | 10      | 3     |
| Білорусь  | Наташа Звєрєва        | 17      | 4     |
| Румунія   | Іріна Спирля          | 20      | 5     |
| Іспанія   | Магі Серна            | 26      | 6     |
| Ізраїль   | Анна Смашнова         | 46      | 7     |
| Німеччина | Барбара Ріттнер       | 50      | 8     |

### Інші учасниці
Нижче наведено учасниць, які отримали вайлдкард на участь в основній сітці:
- Марва Ель Вані
- Єлена Докич

Нижче наведено учасниць, що отримали вайлдкард на участь в основній сітці в парному розряді:
- Марва Ель Вані /  Йомна Фарід

Нижче наведено учасниць, що пробились в основну сітку через стадію кваліфікації в одиночному розряді:
- Маріам Рамон Клімент
- Лоранс Куртуа
- Бахія Мухтассен
- Анхелес Монтоліо

Такі тенісистки потрапили в основну сітку як Щасливі лузери:
- Ева Бес Остаріс

Нижче наведено учасниць, що пробились в основну сітку через стадію кваліфікації в парному розряді:
- Надія Петрова /  Тіна Писник